# Alberto Ángel «El Cuervo»
Alberto Rafael Bustillos Alamilla (Nanchital, Veracruz, 1 de septiembre de 1950-Ciudad de México, 23 de octubre de 2023), más conocido como Alberto Ángel "El Cuervo", fue un tenor, poeta, pintor y musicólogo mexicano.

## Biografía
Alberto Rafael Bustillos Alamilla nació el 1 de septiembre de 1950 en Nanchital, Veracruz, México. Sus padres fueron don Alonso Bustillos y la Sra. Carmen Alamilla. En Minatitlán, Veracruz, ingresó al Coro de Niños Cantores y posteriormente fue la primera voz del Coro de Niños Cantores de México en la Ciudad de México, siendo este uno de los más prestigiosos del país.
Su carrera inicia en el año de 1971, siendo ganador del primer lugar en Festival
Nacional e Internacional de la Música Popular. Posteriormente, en 1972, iba a participar en el primer Festival de la OTI con la canción Yo No Voy a la Guerra
de Roberto Cantoral, pero esta fue descalificada. Sin embargo, le abren las puertas de la radio y la televisión, así
como la posibilidad de grabar sus primeros discos bajo la dirección del afamado
director artístico Paco de la Barrera. A partir de entonces, Alberto ha llevado un
camino de gran responsabilidad en cuanto a su preparación.
Estudió en el Conservatorio Nacional de Música, la carrera de cantante de ópera.
Asimismo, realizó estudios en la Escuela Superior de Música, Taller de Ópera de
Bellas Artes, Instituto de Estudios Superiores de la Música y con maestros
particulares como Juan José Calatayud, Emilio Pérez Casas e Ignacio Gutiérrez, tomando clases de piano, canto y armonía.
Estudió Artes Plásticas en la Escuela de Artes
Plásticas de la Universidad de Guadalajara y la Universidad Iberoamericana. De
igual manera, estudió pintura con maestros particulares como Alfredo Meneses y
en talleres con maestros de la talla de José Chávez Morado. Dentro de la
literatura, fue alumno del célebre escritor Juan Rulfo en el Centro Mexicano de
Escritores y formó parte del taller de escritores cinematográficos de México.
También hizo diferentes diplomados literarios entre los que destacan el Diplomado
de Estilo y creatividad Literaria con el Maestro Sandro Cohen. Además, Alberto,
estudió la carrera de Químico Bacteriólogo Parasitólogo en el Instituto Politécnico
Nacional; Psicología y Medicina, en la Universidad Autónoma Metropolitana y
continúa estudiando con diferentes maestros Técnica Vocal, Solfeo Superior,
Orquestación y Armonía.
También ha estado en foros tan importantes como Bellas Artes de Madrid, España.
Alberto Ángel ha participado en los más prestigiados programas televisivos de
México y el extranjero, por ejemplo, El estudio de Lola Beltrán durante cinco
ocasiones en que la propia Sra. Beltrán le invitó por lo exitoso de su
presentación. De igual forma, su participación en el programa de Sábado Gigante,
con Don Francisco, fue llevada a cabo durante cerca de un año por peticiones de la propia gente seguidora del programa.
En febrero de 2016, Alberto Ángel "El Cuervo" inició la transmisión de un programa radiofónico titulado Desde el nido del cuervo, emitido cada sábado por ABC Radio en el 760 AM. El espacio estaba dedicado a la difusión de la cultura mexicana, la historia nacional y el rescate de tradiciones, combinando contenido musical con reflexiones históricas y sociales. El programa fue producido por David Muñoz, conocido en el medio como "El Caguamo".
Desde el nido del cuervo se mantuvo al aire durante casi nueve años, hasta su última emisión el 8 de diciembre de 2023, cuando se transmitió un programa especial como homenaje póstumo al maestro Alberto Ángel, con una recopilación de los momentos más significativos del ciclo. Cabe destacar que, durante ese tiempo, la emisora pasó de ser ABC Radio a formar parte de Grupo NTR, y actualmente opera bajo el nombre de Radio Cañón.
También, Alberto ha tenido a su cargo programas diversos de televisión tales como una sección dentro del programa
Hoy Mismo durante dos años titulada “¿Sabías tú Mexicano…?”. Posteriormente, dentro de ECO, tuvo su segmento titulado “Latinoamérica Cuenta” durante
cuatro años. También realizó una serie especial de doce programas llamados
“Canción de Mi Tierra” y en todos ellos se encargó de investigación, guion,
dirección y postproducción con resultados por demás exitosos. 
En el canal 11 del Instituto Politécnico Nacional, tuvo a su cargo la conducción y participación
como investigador y colaborador en el guion a lo largo de dos años, habiendo
llevado el programa “Boleros y Algo Más” al máximo auditorio que el programa
tuvo, conduciéndolo al lado de Doris, su compañera cantante y conductora.
En el terreno de la Plástica, Alberto se ha desarrollado también con gran éxito. En
octubre del año próximo pasado, presentó una exposición en Europa titulada
“Concierto Para Dos Sentidos” que resultó un éxito, de tal manera que ya se
encuentra trabajando su próxima exposición a realizar en el Viejo Continente a
finales de este año. Para ilustrar este terreno de la pintura.
Falleció el 23 de octubre de 2023.
.

## Discografía
En la música, Alberto Ángel tiene una trayectoria de 33 años de carrera, con más de 120 CD grabados. Recientemente, se publicó su CD número 120 titulado: Rancheritas Amorosas con acompañamiento de mariachi antiguo sin trompetas con arreglos de Francisco “Pancho” Aguilar mismo que contiene canciones de su
autoría en letra y música además de canciones de otros autores. 
Ha sido merecedor de un sinnúmero de premios, dentro de los que destacan: Premio María Grever, por ser considerado el mejor intérprete
de la música de la célebre compositora; premio que le fue entregado por el propio hijo de la señora Grever: Carlos Grever. Fue nombrado por la crítica europea, el embajador de la música mexicana en Europa en 1985, habiéndoseleentregado el Silver Clump en la ciudad de Eindhoven, Holanda. En México, ha
recibido además, en varias ocasiones, el Calendario Azteca de Oro, Las Palmas
de Oro, el Premio TvNovelas como mejor intérprete de temas de telenovelas, el Premio Jalisco al mejor cantante de todos los tiempos de música tradicional
mexicana, etc.
- Homenaje a María Grever (1984)
- Tus Zapatitos (1989)
- El Amor Es Como La Luna (1991)
- Yo Soy Mexicano (1996)
- Huapangos (1997)
- Mi Historia (1997)
- Nostalgia m´Mexicana (2005)
- Latinoamericano (2006)
- Éxitos Rancheros
- Recordando a Los Cuates Castilla

## Literatura
Alberto Ángel ha escrito y publicado cinco libros: “Amigos y Remembranzas”, de
cuento rural y verso; “Mexicomentarios”, de música y tradiciones mexicanas; “México de Mis Amores”, igualmente de música y tradiciones mexicanas;
“Chistes Mexicanos”, un ensayo acerca del humorismo nacional y regional de
nuestro país; y por último, “De La Vida, la Muerte, el Amor… Y Otras Recetas”, publicado por la Librería Porrúa. Este último libro fue presentado en Europa con
gran éxito en varios círculos literarios y asociaciones culturales en 2004.
- Amigos y Remembranzas (1975)
- Mexicomentarios (1997)
- México de Mis Amores (1998)
- Chistes Mexicanos (1999)
- De La Vida, La Muerte, El Amor y Otras Recetas (2006)

## Pintura
El Maestro Alberto Ángel fue titular de la enseñanza de pintura en la dirección de
cultura de la ESIME en el IPN. Asimismo, en dicha institución tuvo a su cargo el
taller de canto y conjuntos corales.
Por todo lo anterior, Alberto Ángel fue requerido para formar parte de la
“Sociedad Mexicana de Geografía y Estadística”, la más prestigiada institución
cultural de México y una de las más importantes de América; institución a la que
pertenece como académico desde hace aprox. ocho años.
Exposiciones Colectivas
• 2002 - Casa de la Cultura de Toluca. Participando el Maestro Nishizawa, el
Maestro Flores y la Maestra Chapa.
• 2005 - Galería La Siempre Habana en la Ciudad de México. Junto con Raúl
Anguiano, José Luis Cuevas, Antonio Díaz Cortés, José Bustamante, Vicente
Rojo, Luis Miguel Valdés y Arturo Montoto entre otros.
• 2006 - Galería “garco” de la ciudad de Puebla en México. Junto con José
Luis Cuevas, Francisco Toledo, Manuel Felguérez, Vicente Rojo, José
Lazcarro, Per Anderson, Eduardo Roca Salazar “Choco”, y otros.
• 2006 - Club Libanés de México D.F. Colectiva realizada con los artistas
plásticos que han expuesto en las diferentes galerías que maneja para tales
fines el IMSS en su dirección de Cultura.
Exposiciones individuales
• 1994 - México D.F. Galería privada.
• 1995 - México D. F. Galería privada.
• 1996 - Casa de la Cultura de Tlalpan. México D.F.
• 1997 - Delegación Gustavo A. Madero.
• 1998 - Escuela Superior de Ingeniería Mecánica y Eléctrica del Instituto
Politécnico Nacional.
• 1999 - Casa de Cultura de Tabasco. México D.F.
• 1999 - Galería de la Torre de PEMEX. Oficinas centrales de Petróleos
Mexicanos.
• 2000 - Museo del Periodismo y Las Artes Gráficas. Guadalajara, Jalisco.
• 2001 - Sala de Exposiciones del Centro de Multimedios de la Universidad La
Salle, México D. F.
• 2002 - Escuela Superior de Turismo. Instituto Politécnico Nacional.
• 2003 - Teatro de la Ciudad. La Paz, Baja California Sur.
• 2003 - Galería de Arte. Guadalajara, Jalisco.
• 2003 - Presidencia Municipal de Zitácuaro, Michoacán.
• 2003 - Galerías Zertuche. Monterrey, Nuevo León.
• 2003 - Escuela Supeiror de Cómputo. Instituto Politécnico
Nacional.
• 2004 - Galería Brodbeck. Basel, Suiza. "Concierto Para Dos Sentidos"
• 2005 - Centro Jazzístico “Nueva Orleáns”. México D.F.
• 2005 - ESIME campus Azcapotzalco. IPN.
• 2006 - Galería Garco en la ciudad de Puebla

Pintura Mural y de Gran Formato
• 1996 - “La ANDA”. Asociación Nacional de Actores.
• 1996 - “La Medicina”. Facultad Mexicana de Medicina. Universidad La Salle.
• 2003 - “El Arte y la Cibernética”. Escuela Superior de Cómputo. Instituto
Politécnico Nacional.
Este mural fue develado por el célebre pintor y muralista Raúl Anguiano, quien se
expresó de la obra plástica del Maestro Alberto Ángel de la siguiente manera: “Felicito a
mi amigo y colega Alberto Ángel El Cuervo por esta obra mural. Auguro un futuro
brillantísimo dentro del muralismo a mi colega Alberto Ángel, a quien considero digno
heredero de Orozco, Rivera, Sequeiros y posteriormente de mi generación de muralistas.
El muralismo mexicano no va a morir… Y esto se lo digo a los jóvenes, esto que hace mi
colega Alberto, debe tomarse como ejemplo. Debe dibujarse a diario con modelos al
natural como Alberto lo hizo en el caso de las figuras femenina y masculina en este mural.”

El Arte y la Cibernética. ”Este mural fue realizado en óleo sobre tela montada en
paneles de madera y mide 50 metros cuadrados. Es considerado como la obra de
mayor importancia en dimensiones dentro del patrimonio cultural del Politécnico.
• 2006. “La Madre Ciencia, Forjadora de Hombres que Soportan La Industria y
el Mundo”. Escuela CECYT Num. 3 del Instituto Politécnico Nacional, mural que fue realizado al óleo sobre tela montada en bastidores e imprimada a la Creta . Su dimensión es de 120 metros cuadrados. Desde la concepción del proyecto, hasta el último trazo al óleo, la realización de este mural tuvo una duración de nueve
meses aproximadamente. 
El mural fue develado por el Dr. Enrique Villa, director general
del IPN, el Ing. Manuel Pozos, director de la Escuela CECYT Num. 3 y por la actriz mexicana Victoria Ruffo. Considerando las dimensiones de esta obra, es en el Politécnico el mural más grande bajo techo que tiene la institución.